# Claude Raucy
Claude Raucy , né le 15 mai 1939 à Saint-Mard (province de Luxembourg) et mort le 30 janvier 2024 à Liège, est un écrivain et poète belge francophone.

## Biographie
Claude Raucy naît le 15 mai 1939 à Saint-Mard,. Après des études à l’athénée royal de Virton puis à l'Université de Liège, il rejoint l’École normale de Nivelles pour devenir enseignant.
En 1959, il publie son premier recueil de poésie Les Poignets ouverts,. Passionné de théâtre, il fonde "les compagnons d'Athéna", une troupe scolaire.
Diplômé en 1961, il retourne à Virton comme professeur de français. En 1970, il est récipiendaire du prix Nicole Houssa décerné par l’Académie royale de langue et de littérature françaises de Belgique pour Maraudes. En 1996, il abandonne l'enseignement pour se consacrer entièrement à l'écriture. En 1997, il entre à l’Académie luxembourgeoise, dont il sera secrétaire perpétuel.
En 1990, il est lauréat du prix Baron de Thysebaert pour L’Auberge de l’Antoinette.
Il meurt le 30 janvier 2024, à l'hôpital du MontLégia, à l'âge 84 ans,.

## Œuvres

### Ouvrages
- Les Poignets ouverts, La Dryade, 1959
- Maraudes, La Dryade, 1970
- Sens unique, La Dryade, 1974
- Les Noires Épines, La Dryade, 1976
- Le Mur des Sarrasins, La Dryade, 1976
- Le Doigt tendu[11], Signe de Piste, Paris, 1989 (no 144),réédition Éd. Mijade, 2000 - 2015 - 2019[12].
- Le Violon de la rue Lauriston
- Les Mirabelles auront des ailes
- Le Concerto pour la main gauche
- Tornade sur Venise
- Plus loin que la Lune rousse
- Le Compagnon rouge
- Le Temps des cerises[13],[14], Duculot, coll. « Travelling », 1984  (ISBN 2-8011-0504-X)
- Écrase, Négus[15] avec Christian Libens, Duculot, coll. « Travelling », Gembloux, 1986  (ISBN 2-8011-0678-X).
- Ardenne junior avec Christian Libens, ill. : Luc Foccroulle, Éditions La Dérive, Verviers, 1996 (OCLC 1400563682)
- Fous pas le camp, Nicolas ! Éditions Mémor, coll. « Couleurs », 2000, 117 p..
- Un air tzigane, Memor, coll. « Couleurs », 2002
- Le Garçon du Wannsee, Memor, coll. « Couleurs », 2002  (ISBN 2-930133-72-4)
- Les Renards de Perros-Guirec, Éditions Averbode, 2004
- Cocomero[13], Éditions de la page, 2004,réédition Mijade, coll. « Zone J », Annick Masson (ill.), 2010  (ISBN 978-2-87423-037-0).
- Des Cerfs-volants blessés
- Le Temps des noyaux (coécrit avec Aurélien Dony)
- Hubert Goffin, chevalier de la mine, Commune d'Ans, 2012
- L'Os perdu[16], ill. Sergio Salma, Ker Éditions, 2015  (ISBN 978-2-87586-096-5)
- Où es-tu Yazid ?[17], Ker, 2016, 88 p.,  (ISBN 978-2-87586-143-6)
- La Sonatine de Clementi, M.E.O., 2017, 188p[18].
- Les Orages possibles, M.E.O., 2021[19].

### Bande dessinée
- Les Aventures du Djean d'Mâdy en Gaume[20], Chauvehaid, juin 2009
Scénario : Claude Raucy - Dessin et couleurs : Alain Baudson

#### Livres
: document utilisé comme source pour la rédaction de cet article.
- Pascale Eben et Karine Magis, Répertoire des auteurs et illustrateurs de livres pour l'enfance et la jeunesse en Wallonie et à Bruxelles, Bruxelles, Wallonie-Bruxelles International, 2014, 192 p., ill. ; 26 cm (ISBN 9782930758008 et 2930758007, OCLC 944278134, lire en ligne), p. 151. .
- Fabien Dumont, Dossiers L - Littérature française de Belgique : Claude Raucy (II), Arlon, Province de Luxembourg, 2004, 33 p. (lire en ligne).

#### Interviews
- Claude Raucy (interviewé par Michel Bonvalet), « Entretien au coin du Net avec... Claude Raucy », Le portail du roman d'aventure Jeux de piste,‎ 2010 (lire en ligne, consulté le 15 mars 2024).

### Vidéographie
- [vidéo] « Où es-tu, Yazid ? », sur YouTube, 3 septembre 2016